# Дермбах
Дермбах (нем. Dermbach) — община в Германии, в земле Тюрингия. Входит в состав района Вартбург. Подчиняется управлению Дермбах. Занимает площадь 23,43 км². Община подразделяется на 5 сельских округов.
В военной истории Дермбах стал хорошо известен после сражения, произошедшего здесь 4 июля 1866 года в ходе Австро-прусско-итальянской войны.

## Население
Население составляло 3095 человек на 31 декабря 2010 года.
| Год  | Численность | Численность |
| ---- | ----------- | ----------- |
| 2014 | 3080        | [ 5 ]       |
| 2017 | 2958        | [ 1 ]       |
| 2019 | 7380        | [ 6 ]       |
| 2021 | 7153        | [ 7 ]       |
| 2022 | 7143        | [ 8 ]       |
| 2023 | 7020        | [ 2 ]       |